# Coupe d'Asie des vainqueurs de coupe de football 1992-1993
Navigation
Édition précédente Édition suivante
La Coupe d'Asie des vainqueurs de coupe 1992-1993 est la troisième édition de la Coupe d'Asie des vainqueurs de coupe de football, compétition organisée par l'AFC. Elle oppose les vainqueurs des Coupes nationales des pays asiatiques lors de rencontres disputées en matchs aller-retour, à élimination directe. 
Cette saison voit à nouveau le sacre du club japonais du Yokohama Marinos, tenant du titre, qui bat les Iraniens du Persepolis FC. C'est le deuxième succès en Coupe d'Asie pour le club.

## Résultats

### Premier tour
| Équipe 1       | Résultat | Équipe 2                         | Aller | Retour |
| -------------- | -------- | -------------------------------- | ----- | ------ |
| Pupuk Kaltim   | -        | Sing Tao SC forfait              | -     | -      |
| forfait PIA FC | -        | York FC forfait                  | -     | -      |
| Đà Nẵng Club   | -        | Balestier Khalsa FC forfait      | -     | -      |
| Al-Arabi SC    | 1 - 0    | Al Ahli SC                       | 0 - 0 | 1 - 0  |
| Al Ramtha SC   | 4 - 7    | Bani Yas                         | 3 - 2 | 1 - 5  |
| Fanja Club     | -        | Mohammedan Sporting Club forfait | -     | -      |
| Persepolis FC  | -        | Safa Beyrouth forfait            | -     | -      |

- Les clubs de Yokohama Marinos (Japon), de Mohammedan SC (Bangladesh) et d'Al Ittihad (Arabie saoudite) sont exempts et entrent directement au deuxième tour.

### Deuxième tour
| Équipe 1      | Résultat | Équipe 2            | Aller | Retour |
| ------------- | -------- | ------------------- | ----- | ------ |
| Pupuk Kaltim  | 2 - 4    | Yokohama Marinos'T' | 1 - 1 | 1 - 3  |
| Al-Arabi SC   | 1 - 3    | Al Ittihad          | 0 - 1 | 1 - 2  |
| Persepolis FC | 2 - 0    | Fanja Club          | 0 - 0 | 2 - 0  |
| Mohammedan SC | 1 - 2    | Đà Nẵng Club        | 1 - 1 | 0 - 1  |

- Le club de Bani Yas (Émirats arabes unis) est exempt et accède au tour intermédiaire.

### Tour intermédiaire
| Équipe 1      | Résultat | Équipe 2 | Aller | Retour |
| ------------- | -------- | -------- | ----- | ------ |
| Persepolis FC | 3 - 2    | Bani Yas | 2 - 1 | 1 - 1  |

### Demi-finales
| Équipe 1      | Résultat | Équipe 2            | Aller | Retour |
| ------------- | -------- | ------------------- | ----- | ------ |
| Đà Nẵng Club  | 1 - 4    | Yokohama Marinos'T' | 1 - 1 | 0 - 3  |
| Persepolis FC | 2 - 1    | Al Ittihad          | 1 - 0 | 1 - 1  |

### Finale
| Équipe 1            | Résultat | Équipe 2      | Aller | Retour |
| ------------------- | -------- | ------------- | ----- | ------ |
| 'Yokohama MarinosT' | 2 - 1    | Persepolis FC | 1 - 1 | 1 - 0  |